# Royal Football Club Seraing (23)
Ne pas confondre avec l'autre RFC sérésien, club belge porteur du matricule 17 absorbé en 1996 par le Standard de Liège.
Maillots
Dernière mise à jour : 7 août 2014.
Le Royal Football Club Seraing (matricule 23) - (ex-FC Bressoux, ex-Seraing RUL et ex-FC sérésien (2e du nom) - est un ancien club belge de football basé à Seraing. Le club évolue en 2013-2014 en première provinciale. Malgré un nom identique et le fait qu'il joue à Seraing, c'est juridiquement un club différent du RFC sérésien (matricule 17), un ancien club de D1 belge disparu en 1996.
À la suite du rachat du matricule 167 (Royal Boussu Dour Borinage) et son déménagement vers Seraing, le « matricule 23 » qui évolue alors en 1re provinciale liégeoise fusionne avec le FC Charleroi (« matricule 94 ») pour former le Racing Club Charleroi-Couillet-Fleurus (matricule 94).
Le « matricule 23 », qui a évolué 62 saisons en séries nationales, est radié.

## Le Club
- 1901 : fondation du FOOTBALL CLUB L'ESPOIR BRESSOUX, issu du "cercle de patronage de la paroisse du SAINT-ROSAIRE" de Bressoux, en 1901[2].
- 1904 : affiliation à l'Union belge de sociétés de sports athlétiques (UBSSA - future URBSFA) le 13/01/1904[2].
- 1906 : changement de dénomination de FOOTBALL CLUB L'ESPOIR BRESSOUX en FOOTBALL CLUB DE BRESSOUX le 01/07/1906[2].
- 1926 : après obtention du titre de Société royale vers 15/04/1926, changement de dénomination de FOOTBALL CLUB DE BRESSOUX en ROYAL FOOTBALL CLUB DE BRESSOUX; le club reçoit le numéro matricule 23[2].
- 1940 : fondation officielle de JUPILLE FOOTBALL CLUB le 24/09/1940 (Le club existait en fait depuis plusieurs années et était affilié à une fédération travailliste wallonne, rivale de l'URBSFA)[2].
- 1941 : affiliation à l'Union royale belge des sociétés de football association (URBSFA) de JUPILLE FOOTBALL CLUB le 28/01/1941; le club reçoit le numéro matricule 2885[2].
- 1991 : après obtention du titre de Société royale vers 17/04/1991, changement de dénomination de JUPILLE FOOTBALL CLUB (2885) en ROYAL JUPILLE FOOTBALL CLUB (2885) le 01/07/1991[2].
- 1992 : fusion de ROYAL FOOTBALL CLUB DE BRESSOUX (23) et ROYAL JUPILLE FOOTBALL CLUB (2885) pour former ROYALE UNION LIEGEOISE (23) le 01/07/1992; le club emménage sur le terrain de Jupille[2].
- 1996 : changement de dénomination de ROYALE UNION LIEGEOISE (23) en SERAING ROYALE UNION LIEGEOISE (23) le 01/07/1996; le club emménage au stade du Pairay (Seraing), abandonné par ROYAL FOOTBALL CLUB SERAING (17) après sa fusion avec ROYAL STANDARD DE LIEGE (16) le 01/07/1996[2].
- 2006 : changement de dénomination et de couleurs de SERAING ROYALE UNION LIEGEOISE (23) rouge jaune et noir en ROYAL FOOTBALL CLUB SERESIEN (23) en rouge et noir, soit la même appellation et les mêmes couleurs que l'ancien R. FC sérésien (17)  le 01/07/2006. La direction intègre également des sympathisants et d'anciens joueurs sérésiens. D'anciennes gloires comme Marc Grosjean, Marincko Rupcic et Peter Kerremans reviennent au club afin de le relancer[2].
- 2008 : le ROYAL FOOTBALL CLUB SERESIEN (23) englobe, en cours de saison 2008-2009,  le FOOTBALL CLUB SERAING (9310). Le matricule 23 prend le nom de ROYAL FOOTBALL CLUB DE SERAING (23)[2],[3].
- 2014 : ROYAL FOOTBALL CLUB DE SERAING (23) fusionne avec FOOTBALL CLUB CHARLEROI (94) pour former le RACING CLUB CHARLEROI-COUILLET-FLEURUS (94). Le matricule 23 disparait.

## Résultats dans les divisions nationales
Statistiques mises à jour le 13 juin 2013

### Palmarès
- 1 fois champion de Division 3 en 1947.
- 2 fois champion de Promotion en 1954 et 2006.

### Bilan
| Niv | Divisions     | Jouées | Titres | TM Up | TM Down |
| --- | ------------- | ------ | ------ | ----- | ------- |
| I   | 1re nationale | 0      | 0      |       |         |
| II  | 2e nationale  | 15     | 0      |       |         |
| III | 3e nationale  | 24     | 2      |       |         |
| IV  | 4e nationale  | 23     | 1      | 4     |         |
| V   | 5e nationale  | 0      | 0      |       |         |
|     |               |        |        |       |         |
|     | TOTAUX        | 62     | 3      | 4     | 0       |

- TM Up : test-match pour départager des égalités, ou toutes formes de Barrages ou de Tour final pour une montée éventuelle.
- TM Down : test-match pour départager des égalités, ou toutes formes de Barrages ou de Tour final pour le maintien.

### Classements saison par saison
| Ordre                     | Saison  | Nom du club        | Niveau                  | Classement final | Remarques             |
| ------------------------- | ------- | ------------------ | ----------------------- | ---------------- | --------------------- |
| 1                         | 1911-12 | FC Bressoux        | Promotion (D2)          | 6e/12            |                       |
| 2                         | 1912-13 | FC Bressoux        | Promotion (D2)          | 6e/12            |                       |
| 3                         | 1913-14 | FC Bressoux        | Promotion (D2)          | 8e/12            |                       |
| Compétitions interrompues |         |                    |                         |                  |                       |
| 4                         | 1919-20 | FC Bressoux        | Promotion (D2)          | 8e/12            |                       |
| 5                         | 1920-21 | FC Bressoux        | Promotion (D2)          | 11e/12           |                       |
| 6                         | 1921-22 | FC Bressoux        | Promotion (D2)          | 8e/14            |                       |
| 7                         | 1922-23 | FC Bressoux        | Promotion (D2)          | 8e/14            |                       |
| 8                         | 1923-24 | FC Bressoux        | Promotion (D2) série A  | 9e/14            |                       |
| 9                         | 1924-25 | FC Bressoux        | Promotion (D2) série B  | 13e/14           | Relégué!              |
| séries régionales         |         |                    |                         |                  |                       |
| 10                        | 1926-27 | R. FC Bressoux     | Promotion (D3) série B  | 2e/14            | [ saisons 1 ]         |
| 11                        | 1927-28 | R. FC Bressoux     | Promotion (D3) série C  | 2e/14            | [ saisons 2 ]         |
| 12                        | 1928-29 | R. FC Bressoux     | Promotion (D3) série C  | 3e/14            |                       |
| 13                        | 1929-30 | R. FC Bressoux     | Promotion (D3) série B  | 9e/14            |                       |
| 14                        | 1930-31 | R. FC Bressoux     | Promotion (D3) série B  | 5e/14            | Promu!                |
| 15                        | 1931-32 | R. FC Bressoux     | Division 1 (D2) série B | 13e/14           | Relégué!              |
| 16                        | 1932-33 | R. FC Bressoux     | Promotion (D3) série D  | 2e/14            | [ saisons 4 ]         |
| 17                        | 1933-34 | R. FC Bressoux     | Promotion (D3) série D  | 8e/14            |                       |
| 18                        | 1934-35 | R. FC Bressoux     | Promotion (D3) série C  | 9e/14            |                       |
| 19                        | 1935-36 | R. FC Bressoux     | Promotion (D3) série A  | 6e/14            |                       |
| 20                        | 1936-37 | R. FC Bressoux     | Promotion (D3) série B  | 9e/14            |                       |
| 21                        | 1937-38 | R. FC Bressoux     | Promotion (D3) série B  | 4e/14            |                       |
| 22                        | 1938-39 | R. FC Bressoux     | Promotion (D3) série A  | 4e/14            |                       |
| Compétitions interrompues |         |                    |                         |                  |                       |
| 23                        | 1941-42 | R. FC Bressoux     | Promotion (D3) série D  | 10e/14           |                       |
| 24                        | 1942-43 | R. FC Bressoux     | Promotion (D3) série A  | 12e/16           |                       |
| 25                        | 1943-44 | R. FC Bressoux     | Promotion (D3) série D  | 8e/16            |                       |
| Compétitions interrompues |         |                    |                         |                  |                       |
| 26                        | 1945-46 | R. FC Bressoux     | Promotion (D3) série D  | 4e/18            |                       |
| 27                        | 1946-47 | R. FC Bressoux     | Promotion (D3) série C  | 1er/17           | Champion et promu!    |
| 28                        | 1947-48 | R. FC Bressoux     | Division 1 (D2) série B | 6e/16            |                       |
| 29                        | 1948-49 | R. FC Bressoux     | Division 1 (D2) série A | 4e/16            |                       |
| 30                        | 1949-50 | R. FC Bressoux     | Division 1 (D2) série B | 12e/16           |                       |
| 31                        | 1950-51 | R. FC Bressoux     | Division 1 (D2) série A | 11e/16           |                       |
| 32                        | 1951-52 | R. FC Bressoux     | Division 1 (D2) série B | 16e/16           | Relégué!              |
| 33                        | 1952-53 | R. FC Bressoux     | Promotion série B       | 3e/16            |                       |
| 34                        | 1953-54 | R. FC Bressoux     | Promotion série B       | 1er/16           | Champion et promu!    |
| 35                        | 1954-55 | R. FC Bressoux     | Division 3 série A      | 11e/16           |                       |
| 36                        | 1955-56 | R. FC Bressoux     | Division 3 série B      | 16e/16           | Relégué!              |
| 37                        | 1956-57 | R. FC Bressoux     | Promotion série A       | 14e/16           | Relégué!              |
| séries provinciales       |         |                    |                         |                  |                       |
| 38                        | 1958-59 | R. FC Bressoux     | Promotion série D       | 2e/16            |                       |
| 39                        | 1959-60 | R. FC Bressoux     | Promotion série B       | 7e/16            |                       |
| 40                        | 1960-61 | R. FC Bressoux     | Promotion série B       | 6e/16            |                       |
| 41                        | 1961-62 | R. FC Bressoux     | Promotion série D       | 10e/16           |                       |
| 42                        | 1962-63 | R. FC Bressoux     | Promotion série C       | 12e/16           |                       |
| 43                        | 1963-64 | R. FC Bressoux     | Promotion série D       | 2e/16            |                       |
| 44                        | 1964-65 | R. FC Bressoux     | Promotion série A       | 15e/16           | Relégué!              |
| séries provinciales       |         |                    |                         |                  |                       |
| 45                        | 1992-93 | R. Union liégeoise | Promotion série D       | 8e/16            |                       |
| 46                        | 1993-94 | R. Union liégeoise | Promotion série C       | 10e/16           |                       |
| 47                        | 1994-95 | R. Union liégeoise | Promotion série D       | 6e/16            |                       |
| 48                        | 1995-96 | R. Union liégeoise | Promotion série C       | 14e/16           | Relégué!              |
| séries provinciales       |         |                    |                         |                  |                       |
| 49                        | 1998-99 | Seraing-R.U.L.     | Promotion série C       | 11e/16           |                       |
| 50                        | 1999-00 | Seraing-R.U.L.     | Promotion série C       | 9e/16            |                       |
| 51                        | 2000-01 | Seraing-R.U.L.     | Promotion série D       | 4e/16            | Tour final!           |
| 52                        | 2001-02 | Seraing-R.U.L.     | Promotion série D       | 4e/16            | Tour final!           |
| 53                        | 2002-03 | Seraing-R.U.L.     | Promotion série D       | 2e/16            | Promu via tour final! |
| 54                        | 2003-04 | Seraing-R.U.L.     | Division 3 série B      | 13e/16           |                       |
| 55                        | 2004-05 | Seraing-R.U.L.     | Division 3 série B      | 16e/16           | Relégué!              |
| 56                        | 2005-06 | Seraing-R.U.L.     | Promotion série D       | 1er/16           | Champion et promu!    |
| 57                        | 2006-07 | R. FC sérésien     | Division 3 série B      | 8e/16            |                       |
| 58                        | 2007-08 | R. FC sérésien     | Division 3 série B      | 11e/16           |                       |
| 59                        | 2008-09 | R. FC sérésien     | Division 3 série B      | 15e/16           | Relégué!              |
| 60                        | 2009-10 | R. FC Seraing      | Promotion série D       | 4e/16            | Tour final!           |
| 61                        | 2010-11 | R. FC Seraing      | Promotion série D       | 4e/16            |                       |
| 62                        | 2011-12 | R. FC Seraing      | Promotion série D       | 15e/16           | Relégué!              |
| séries provinciales       |         |                    |                         |                  |                       |